# 화전읍
화전읍(花田邑)은 고양시 덕양구 남동부에 있던 행정 구역이다. 1992년 고양군이 고양시로 승격되면서, 화전동, 대덕동의 2개 동으로 분동되었다.